# 西大浦村
西大浦村（にしおおうらむら）は、京都府加佐郡にあった村。現在の舞鶴市の北東部、東舞鶴市街から舞鶴湾を挟んだ対岸にあたる。

## 地理
- 海洋：若狭湾、舞鶴湾
- 山岳：愛宕山
- 島嶼：アンチャ島、磯葛島、沖葛島、戸島、蛇島、鳥島
- 岬：三本松鼻、松ヶ崎、博奕岬

## 歴史
- 1889年（明治22年）4月1日 - 町村制の施行により、中田村・平村・赤野村・多祢寺村・佐波賀村・千歳村・大丹生村・瀬崎村・三浜村・小橋村の区域をもって発足。
- 1942年（昭和17年）8月1日 - 東舞鶴市に編入。同日西大浦村廃止。